# Atos

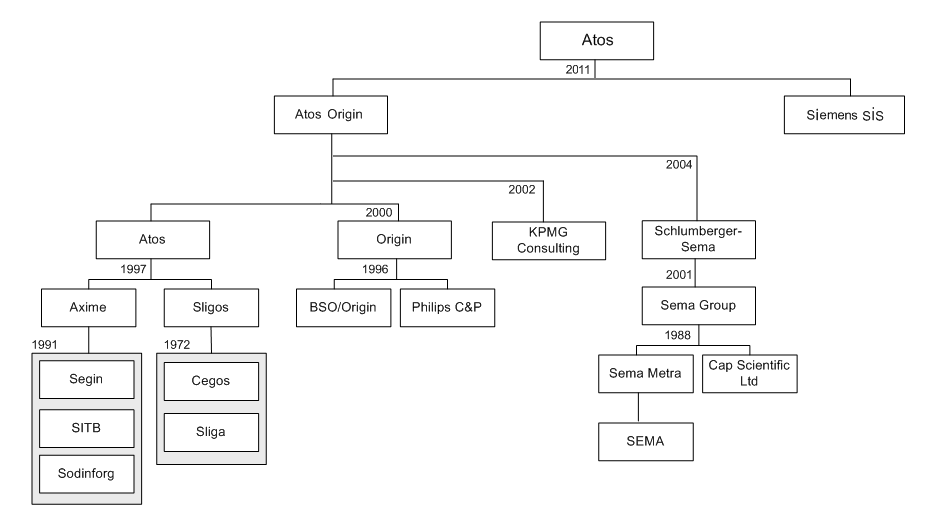
Diagramma delle acquisizioni Atos

Atos SE è una società europea che si occupa di servizi IT, con sede a Bezons, in Francia, e a Monaco di Baviera, in Germania. Atos ha un fatturato annuo 2020 di circa 12 miliardi di euro e 110 000 dipendenti che operano in 73 Paesi.

## Descrizione
Il Gruppo fornisce servizi di Consulting & System Integration, Managed Services & BPO, Cloud Operations, Big Data & Security Solutions e Transactional Services attraverso Worldline.
Il gruppo è il Worldwide Information Technology Partner dei Giochi olimpici e Paralimpici ed è quotato al mercato Euronext di Parigi.
In Italia il Gruppo Atos Italia è articolato su due Società: Atos Italia ed Atos Worldgrid con sedi a Milano, Brescia, Roma, Napoli e Cosenza ed un complessivo giro di affari di oltre 150 milioni di euro annui.
Nell'ottobre del 2014 è stata annunciata l'acquisizione di Bull.
Nel 2014 è stata pubblicamente annunciata l'acquisizione di Xerox ITO da parte di Atos.
Nel 2023 è stata pubblicamente annunciata l'acquisizione di Atos Italia da parte di Lutech SPA.
Nel gennaio 2024 Paul Saleh viene nominato direttore generale della società.
Nel 2024 l’azienda informatica si trova da tempo in difficoltà finanziarie ed è alla ricerca di finanziamenti. Riceve una “proposta di salvataggio” dallo Stato francese che dice di voler “acquisire tutte le attività sovrane del gruppo”.

### Giochi Olimpici e Paralimpici
Atos è il partner IT ufficiale dei Giochi olimpici dal 2001 e si prevede che continuerà ad esserlo almeno fino al 2020. Atos, attraverso l'acquisizione del SchlumbergerSema, è stato coinvolto in giochi precedenti durante gli anni '90, iniziando con le Olimpiadi di Barcellona del 1992. Atos è stato uno degli 11 principali sponsor per i Giochi Olimpici dal 2001.
Attraverso il programma International Olympic Committee's TOP programme (The Olympic Partner), Atos ha sponsorizzato atleti provenienti da tutto il mondo, tra cui Danny Crates, il campione paralimpico medaglia d'oro nel 2004 negli 800m.
Atos apre un Centro operativo tecnologico per i Giochi Olimpici di Parigi 2024.